# 横手市立阿気小学校
横手市立阿気小学校（よこてしりつ あげしょうがっこう）は、かつて秋田県横手市大雄にあった公立小学校。

## 概要

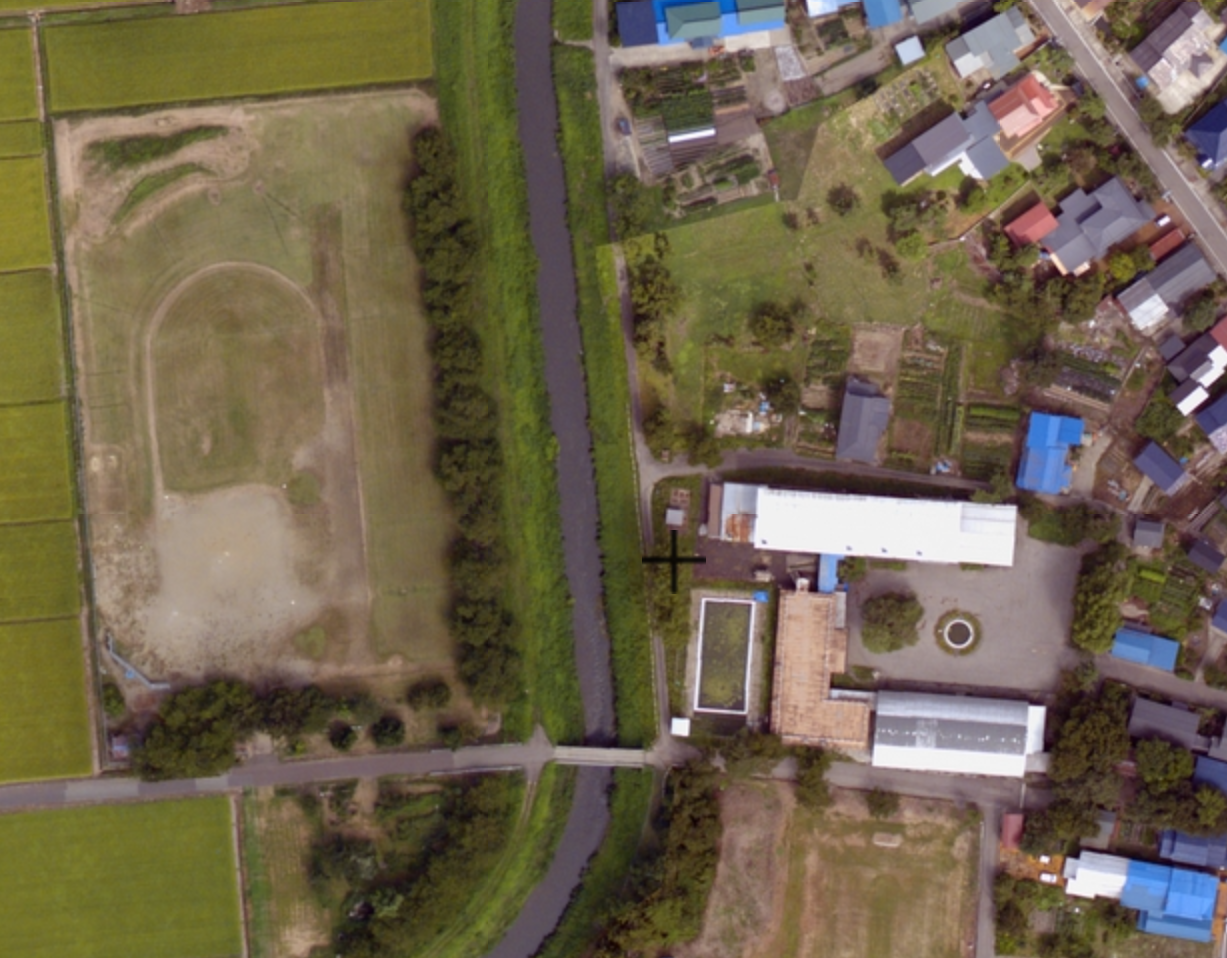
空中写真（2015年4月時点）

阿気小学校は、1874年（明治7年）に平鹿郡阿気村にて開校した「対雄学校」を起源とし、1880年（明治13年）から校名に「阿気」を冠し、その後も課程変更による改称などはあったものの、「阿気」の名称に関しては閉校まで変わらず使用された。2015年（平成27年）に田根森小学校と統合して大雄小学校が新設された。大雄小校舎は旧田根森小の校舎を使用した。
閉校後、校舎は2019年（令和元年）に解体された。解体前に市が校内の様子を360°カメラで撮影し、Google ストリートビューにて公開している。
校歌は1964年11月10日に制定され、作詞は弾正光之介、作曲は桐崎かく司が行った。

## 沿革

### 略歴
阿気小学校の起源となるのは、1874年10月10日に創立、同年11月10日に認可された「対雄（たいゆう）学校」であり、平鹿郡阿気村ノ内本郷（現・横手市大雄阿気20番地）の民家を借用して開校した。1880年より「阿気小学校」と改称し、宮田分校・桜森分校を設置した。
校舎は1884年に横手市大雄阿気5番地（現住所）の郷倉へ移転、翌年である1885年に現在地へと移転した。1885年の校舎移転の際には宮田・桜森の2分校を廃止している。1908年に校舎が焼失し、1911年に校舎を新築。1929年には増築、1968年に再度校舎を新築し、昭和末期から平成初期にかけての時期に増築・改修などが順次行われた。
2015年4月1日に田根森小学校・阿気小学校と統合し、新たに「大雄小学校」が発足、阿気小学校は閉校した。

### 年表
- 1874年10月10日 - 阿気村にて「対雄学校」として開校。
- 1880年4月1日 - 「阿気小学校」と改称し、宮田分校・桜森分校を設置。
- 1884年4月1日 - 校舎を移転。
- 1885年9月25日 - 現在地（木戸口）に校舎を移転し、分校を廃止。
- 1887年4月1日 - 第一次小学校令により、「阿気尋常小学校」と改称。
- 1889年4月1日 - 阿気簡易小学校を附設（1890年10月に廃止）。
- 1902年5月6日 - 高等科を附設し、「阿気尋常高等小学校」と改称。
- 1908年11月30日 - 火災により校舎が全焼。12月8日より村役場の避病舎を仮校舎として授業を開始。
- 1911年7月23日 - 校舎が竣工。
- 1929年 - 校舎を増築。
- 1941年4月1日 - 国民学校令により、「阿気国民学校」と改称。
- 1947年4月1日 - 学校教育法（現行法）により、「阿気村立阿気小学校」と改称。阿気中学校を附設[9]。
- 1955年4月1日 - 村合併により、「大雄村立阿気小学校」と改称。
- 1968年11月11日 - 新校舎が竣工。
- 1970年7月28日 - プールが竣工。
- 1988年
  - 9月10日 - 教室棟を改造・増築。
  - 11月26日 - 普通教室、理科室、体育用具室を増築。
- 1989年10月20日 - 管理棟、体育館を改修。
- 1997年8月20日 - ランチルームが竣工。
- 2005年10月1日 - 市町村合併により、「横手市立阿気小学校」と改称。
- 2015年3月31日 - 閉校[3]。

## 通学区域
2014年時点の「横手市立小中学校通学区域に関する規則」によると、以下の通り。
- 大雄の字阿気・字江原・字中館合・字木戸口・字宮小路・字鶴巻田・字西館合・字山王・字木戸口下・字山王西・字小林・字東阿気・字六町東・字六町・字六町下・字藤巻・字藤巻中島・字土井尻・字剰水・字東四津屋・字南四津屋・字北四津屋・字西四津屋・字四津屋下・字剰水東・字樋脇・字三村・字三村東・字三村西・字石持・字石持前・字石持下・字大谷地・字大谷地西・字桜森東・字東桜森・字桜森・字西桜森・字三村北・字桜森前・字南阿気・字東中島・字西中島・字大慈寺谷地・字向田・字大慈寺東・字向田東・字赤沼・字大慈寺前・字阿久戸・字折橋西・字板橋堰添・字乗阿気・字乗阿気下・字大関・字中谷地・字小林西・字木戸口西・字藤巻西・字東館合・字島田・字樋掛・字平柳・字下田町・字田町・字下新処・字新処・字宮田中島・字宮田・字上樋掛